# Даньмей
Даньмей (кит.: 耽美; піньїнь: dānměi; букв.: «потакання красі») — китайський жанр літератури та інших вигаданих медіа, який описує романтичні стосунки між персонажами чоловічої статі. Даньмей зазвичай створюється гетеросексуальною жіночою аудиторією та орієнтується на неї. Хоча твори даньмей та їх адаптації досягли широкої популярності в Китаї та в усьому світі, їхній правовий статус залишається туманним через політику китайської цензури. Аналогічним до даньмею є відомий китайський жанр, що описує стосунки між жінками, зветься байхе (bǎihé, кит.: 百合; букв.: «lilies»), і є орфографічним перезапозиченням японського слова yuri, але сам жанр опису стосунків між жінками не такий популярний, як danmei.

## Історія
Жанр чоловічого одностатевого роману «яой» або BL виник у японській манзі на початку 1970-х років і був представлений материковому Китаю через піратські тайванські переклади японських коміксів на початку 1990-х років. Термін даньмей перезапозичено з японського слова танбі (耽美, «естетизм»), і китайські шанувальники часто використовують danmei та BL як синоніми.
До 1999 року було засновано кілька онлайн-форумів Danmei. Ці форуми спочатку були спільнотами для китайських шанувальників японського BL, але незабаром почали розміщувати фанфіки та оригінальні історії жанру даньмей. У 1999 році також був заснований перший друкований журнал, присвячений даньмей (Danmei Season), який випускався безперервно до 2013 року, попри відсутність офіційного дозволу на це.
Хоча ранні онлайн-спільноти даньмей здебільшого очолювалися шанувальниками цього жанру, ці вебсайти поступово витіснили низка комерційних вебсайтів онлайн-художньої літератури, заснованих на початку 2000-х років. Найбільший з них, Jìnjiāng Wénxuéchéng (кит.: 晋江文学城 «Jinjiang Literature City»), було засновано у 2003 році, й відтоді він зібрав 7 мільйонів зареєстрованих користувачів і понад 500 000 тайтлів. Твори, опубліковані на Jinjiang Literature City, включають як оригінальні твори, так і фанфіки, а також романи про гетеросексуалів, геїв і лесбійок, а також оповідання в інших жанрах, але сайт найбільш відомий як платформа для оригінальних романів даньмей.
Даньмей охопив ширшу аудиторію в Китаї та інших країнах наприкінці 2010-х завдяки цензурним адаптаціям творів даньмей, які отримали мільярди переглядів і широке міжнародне розповсюдження. У 2020 році продюсери кіно та телебачення придбали права на 59 тайтлів жанру даньмей.

## Жанрова характеристика
Роботи даньмей завжди містять в основі сюжету роман між чоловіками, але історії відбуваються в різноманітних локаціях, часових проміжках, охоплюються різноманітними жанрами загалом (пригоди, жахи тощо). Багато хто спирається на китайські літературні тропи уся та сянься або включає елементи інших жанрів, як-от спорт чи наукова фантастика.
Загальноприйнято, але не універсально, що двох героїв-чоловіків у творі даньмей поділяють на ґун (gōng, кит.: 攻) або «верхній» і шоу (shòu, кит.: 受) або «нижній» ролі, які аналогічні японським seme та uke. У деяких творах ці ролі не використовуються, а герої називаються хуґунґами (кит.: 互攻). Даньмей піддавався критиці за його прихильність до «гетеронормативних» гендерних ролей в одностатевих стосунках, але останніми роками жанр виріс і містить широкий спектр різноманітних динамік стосунків.

## Аудиторія
Глобальна аудиторія даньмей дещо відрізняється за демографічними показниками. У китайському просторі даньмей переважають гетеросексуальні жінки. Щодо шанувальників даньмей в англопросторі дослідниця якості Анна Маділл написала, що «є значна частка жінок із дуже різнорідною сексуальною ідентифікацією (і невизначеністю) і відносно невелика, але не незначна група шанувальників-геїв». Оскільки даньмей в основному створюють і споживають гетеросексуальні жінки, вважається, що даньмей має жіночу точку зору та «гетеронормативну структуру». Шанувальники даньмей називають рівність між партнерами частиною привабливості жанру, особливо в порівнянні з гетеросексуальними романами.
Жінки-фанати danmei часто називають себе fǔ nǚ (腐女; «зіпсута жінка»), що запозичено з японського терміна fujoshi.

## Медіа, вебромани та жанр даньмей в Україні
Найпопулярніші джерела жанру даньмей це вебромани (web-novel). Характерною помилкою в українській мові є вживання терміну «новела» (прозовий короткий твір), прив'язуючи його до китайських, корейських та інших веброманів (здебільшого романи, кількістю сторінок від 20 і до 10 000), і це є калькою з російської мови[джерело?].
Вебромани серійно публікуються на таких вебсайтах, як Jinjiang Literature City, Liancheng Read і Danmei Chinese Web. Читачі платять за нові розділи, коли ті випускаються авторами.
Повні романи також можуть бути опубліковані фізичними виданнями в Китаї (самовидавом або через Тайвань) і за кордоном. Фанатський переклад китайських веброманів, особливо даньмей, широко поширений і в Україні.
Романи даньмей часто адаптуються як маньхуа (комікси), дунхуа (анімація), аудіодрами та телевізійні серіали (дорами), які можуть зберігати або не зберігати текстові квір-елементи. Адаптації вебсеріалів «даньмей» досягли великого комерційного успіху завдяки погодженню продюсерів і глядачів із вимогами китайської урядової цензури та ширшої споживчої культури.

## Цензура
Попри свою популярність, твори, адаптації та інший контент жанру даньмей постійно знаходиться під загрозою судових позовів з боку китайського уряду, оскільки сам жанр «одним ударом порушує два соціальних табу: порнографію та гомосексуалізм». Порнографія є незаконною в Китаї, хоча точні закони щодо її володіння та розповсюдження розмиті, а література даньмей із відвертими сценами сексу однозначно класифікується як порнографія. Сама по собі гомосексуальність була декриміналізована в Китаї з 1997 року, але через нечіткі юридичні визначення «непристойності» та «ненормальної сексуальної поведінки» навіть невідверта квір-література може бути піддана цензурі.
Репресії проти порнографії у 2004, 2010 і 2014 роках призвели до закриття багатьох сайтів і форумів даньмей. У 2011 році китайська влада закрила вебсайт жанру даньмей, на якому було розміщено 1200 робіт, а його засновник Ван Мін був оштрафований і ув'язнений на 18 місяців. У жовтні 2018 року жінку-письменницю даньмей, яка писала під псевдонімом Тяньї, було засуджено до 10 років ув'язнення після того, як її гомоеротичний роман, опублікований самвидавом, про зґвалтування та любовну історію вчителя та студента, розійшовся тиражем понад 7000 примірників, порушуючи закони про надмірну комерційну вигоду від незареєстрованих книг.
Сувора політика цензури спонукає деякі спільноти даньмей до самоконтролю, а такі сайти, як Jinjiang Literature City, просять своїх читачів повідомляти про відверті твори для видалення. Деякі автори даньмей з материкового Китаю обходять обмеження на порнографію, розміщуючи відверті частини своїх робіт на тайванських літературних вебсайтах.
На початку 2016 року гей-драма «Залежний» (Addicted), за мотивами любовного роману про китайських хлопців, була раптово видалена з усіх потокових платформ материкового Китаю до того, як вона закінчила трансляцію, і це було здійснено за наказом Державного управління преси, публікацій, радіо, кіно та телебачення (SAPPRFT). Наступного тижня Асоціація індустрії телевізійної індустрії Китаю оприлюднила рекомендації від 31 грудня 2015 року, які забороняли телевізійні зображення «ненормальних сексуальних стосунків і поведінки», включаючи одностатеві стосунки. Ці нові вказівки вплинули на вебдрами, які історично мали менше обмежень, ніж телемовлення. У червні 2017 року SAPPRFT видав ще суворіші правила щодо онлайн-шоу.
З 2017 року кілька романів про даньмей було екранізовано як вебдрами, обходячи правила, видаляючи відверті елементи квір-роману, зберігаючи квір-підтекст. У 2018 році, невдовзі після виходу останнього епізоду, адаптацію Guardian жанру даньмей було вилучено з потокових платформ для «коригування вмісту» відповідно до директиви SAPPRFT «очистити телепрограми від шкідливого та вульгарного контенту». Пізніше він був перевиданий зі сценами, відредагованими або видаленими, але жодна з них не мала спільного з гомоеротичним підтекстом.
Щоб відповідати цензурній політиці, великі бюджетні адаптації часто замінюють однозначно гомосексуальні романи гомосоціальною глибокою дружбою замість цього, можливо, залишаючи можливість навмисно розпливчатого натяку на стосунки персонажів. Адаптації, які демонструють такі неромантичні стосунки, іноді називають данґай.

## Відомі приклади літератури даньмей
- «Магістр диявольского культу» («Засновник темного шляху») Мосян Тунсю
- «Благословення небесного урядника» Мосян Тунсю
- «Система „врятуй себе сам“ для головного злодія» Мосян Тунсю
- «Топити у вині бурхливе полум'я печалі» Пріст
- «Вбити вовка» Пріст
- «Слово честі» Пріст
- «Хаскі та його вчитель Білий кіт» Жоу Бао Бучі Жоу